# District de Kumpirushiato
Le district de Kumpirushiato est l’un des dix-huit districts de la province de La Convención, situé au sud du Pérou.

## Histoire
Ce district a été créé par l'intermédiaire de la Loi N° 31142 approuvée par Congrès de la République du Pérou, le 9 décembre 2020 et publié dans le journal officiel El Peruano le 18 mars 2021 sous le gouvernement du président Francisco Sagasti.

## Culture et tourisme
Le district de Kumpirushiato se caractérise par la production de cacao, de café et d'agrumes.
Parmi les lieux touristiques, le district comporte notamment les sites suivants : Canyon de Garganta del Diablo, Aguas Calientes, Catarata Tinajas del amor, Mirador de cielo punku, Comunidad Native de Shimaa entre autres.